# 中村雅子 (アナウンサー)
中村 雅子（なかむら まさこ、1964年 - ）は、日本の女性フリーアナウンサー、朗読家。夫は将棋棋士で王将のタイトル2回獲得の中村修九段。
元福島テレビアナウンサーであり、当時の氏名は辻 雅子（つじ まさこ）。

## 活動
青森県青森市生まれ。青森県立青森高等学校を経て、中央大学法学部卒業後の1987年、福島テレビに入社し、アナウンサーを務める。FNSアナウンス大賞新人賞・CM部門賞の受賞歴がある。
1992年に結婚退職し「辻雅子」から「中村雅子」となって東京に移り住み、以降、フリーアナウンサーや朗読家として活動する。
フリーアナウンサーとしての最初の数年間は、「タイム3」「タイムアングル」「TVクルーズ となりのパパイヤ」等の番組で、生コマーシャルを務めた。また、夫が将棋界でタイトル歴のある有名棋士であるということで、将棋まつりなどの将棋イベントに夫婦揃って協力し、雅子が司会役を任されることもある。
一方、幸田弘子に師事しつつ朗読グループ「幸風」に参加し、朗読家として都内や地元青森を中心に公演を行っている。

## プロ棋士の妻として
1992年、福島テレビを退職し、同年に2歳年上の中村修と結婚。プロ棋士の妻の役割として、雅子は「マネージャー」、「秘書」、「洋服コーディネーター」の3つを挙げている。修が対局を終えて帰宅するのは深夜になることが多く、寝たふりをして待つ。勝ったのか負けたのかは「気配と物音でわかる」とのこと。
二人の出会いは、福島テレビに入社したばかりの1987年春。将棋好きの上司からの「若手の棋士達が福島に来るから一緒に食事でも」という誘いに雅子ほか数名が応じた。修とともに「55年組」と呼ばれる同期の強豪棋士・島朗と塚田泰明も同席していた。ちなみに、修はその1987年の3月にすでに王将2連覇（相手は2回とも中原誠十六世名人）を達成していた（塚田はその年に、島は翌年に初タイトルを獲得する）。
以降、グループ交際が続いたが、3年ほど経って二人きりで会うようになる。修が東京駅の新幹線ホームから福島在住の雅子に夕方に電話して、いきなり食事に誘うことがあったという。結婚前に上司（上述）から修の収入が大体どれぐらいであるかを聞いたり、将棋界の事情を教えてもらったことがあり、結婚に行き着けたのは「上司のおかげ」であるとしているが、結婚後に、修の毎月の収入の変動が激しいことに驚くこととなる（対局料収入が主であるため）。
なお、夫婦そろって宝塚歌劇団の大ファンである。最初は雅子の方から誘ったが、その後、修も熱を入れるようになった。

## 出演番組
福島テレビ
- FTVテレポート
- FTVスピーク